# الهجرة النبوية
الهجرة النبوية هي حدث تاريخي وذكرى ذات مكانة عند المسلمين، ويقصد بها هجرة النبي محمد وأصحابه من مكة إلى يثرب والتي سُميت بعد ذلك بالمدينة المنورة؛ بسبب ما كانوا يلاقونه من أذى وعذاب من زعماء قريش، خاصة بعد وفاة أبي طالب،
بعد إذن النبي لأصحابه بالهجرة بدأ الصحابة يخرجون إلى يثرب ويُخفون ذلك، فكان أول من قدِم إليها أبو سلمة بن عبد الأسد، ثم قدِم المسلمون أرسالًا فنزلوا على الأنصار في دورهم فآووهم ونصروهم، ولم يبقَ بمكة منهم إلا النبي محمد وأبو بكر وعلي بن أبي طالب، أو محبوس، أو ضعيف عن الخروج. ولما رأت قريش خروج المسلمين، خافوا خروج النبي محمد، فاجتمعوا في دار الندوة، واتفقوا أن يأخذوا من كل قبيلة من قريش شابًا فيقتلون النبي محمدًا فيتفرّق دمه بينَ القبائل. فأخبر جبريل النبي محمدًا بالخبر وأمره أن لا ينام في مضجعه تلك الليلة، فخرج النبي وأبو بكر مع دليلهما عبد الله بن أرَيْقِط، إلى غار ثور ومكث فيه ثلاث ليالٍ، ثم غادر جبل ثور متجها إلى منطقة يثرب. فوصل قباء وأقام بها عدة أيام ثم وصل المدينة.
وكانت في عام 14 للبعثة، الموافق لـ 622م، واتُّخِذَت الهجرة النبوية بداية للتقويم الهجري، بأمر من الخليفة عمر بن الخطاب بعد استشارته بقية الصحابة في زمن خلافته، واستمرت هجرة من يدخل في الإسلام إلى المدينة المنورة، حيث كانت الهجرة إلى المدينة واجبة على المسلمين، ونزلت الكثير من الآيات تحث المسلمين على الهجرة، حتى فتح مكة عام 8 هـ.

## تمهيد

### الخروج إلى الطائف

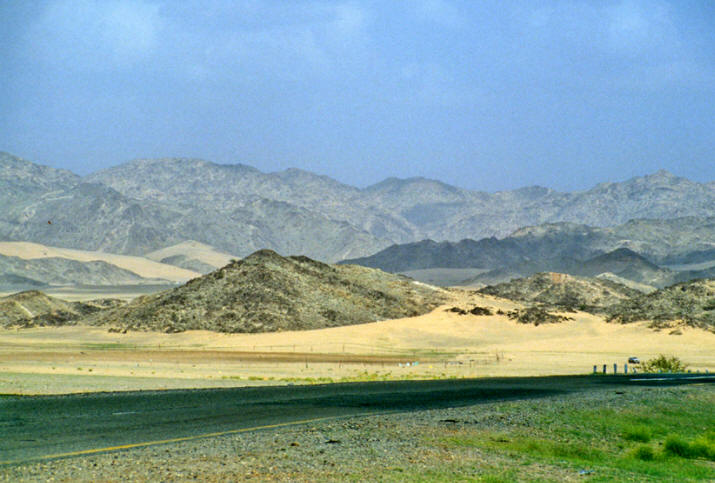
جبال مدينة الطائف.

بعدما اشتد الأذى من قريش على النبي محمد وأصحابه بعد موت أبي طالب، قرر النبي محمد الخروج إلى الطائف حيث تسكن قبيلة ثقيف يلتمس النصرة والمنعة بهم من قومه ورجا أن يسلموا، فخرج مشيًا على الأقدام، ومعه زيد بن حارثة، وذلك في ثلاث ليال بَقَيْن من شوال سنة عشر من البعثة (3 ق هـ)، الموافق أواخر مايو أو أوائل يونيو سنة 619م، فأقام بالطائف عشرة أيام، لا يدع أحدًا من أشرافهم إلا جاءه وكلمه، فلم يجيبوه، وردّوا عليه ردًا شديدًا، وأغروا به سفهاءهم فجعلوا يرمونه بالحجارة حتى أن رجليه كانتا تدميان وزيد بن حارثة يقيه بنفسه حتى جُرح في رأسه، وانصرف النبي محمد وعاد إلى مكة.

### عرض النبي نفسه على قبائل العرب
أخذ النبي يتبع الحجاج في منى، ويسأل عن القبائل قبيلة قبيلة، ويسأل عن منازلهم ويأتي إليهم في أسواق المواسم، وهي: عكاظ، ومجنة، وذو المجاز، فلم يجبه أحد. فعن جابر بن عبد الله قال: «كان النبي ﷺ يعرض نفسه على الناس في الموقف ويقول:  أَلَا رَجُلٌ يَحْمِلْنِي إِلَى قَوْمِهِ فَإِنَّ  قُرَيْشًا قَدْ مَنَعُونِي أَنْ أُبَلِّغَ كَلَامَ رَبِّي»، وذكر الواقدي أنه أتى بني عبس وبني سليم وغسان وبني محارب وبني نضر ومرة وعذرة والحضارمة، فيردون عليه أقبح الرد، ويقولون: «أسرتك وعشيرتك أعلم بك حيث لم يتبعوك».

### بيعة العقبة الأولى

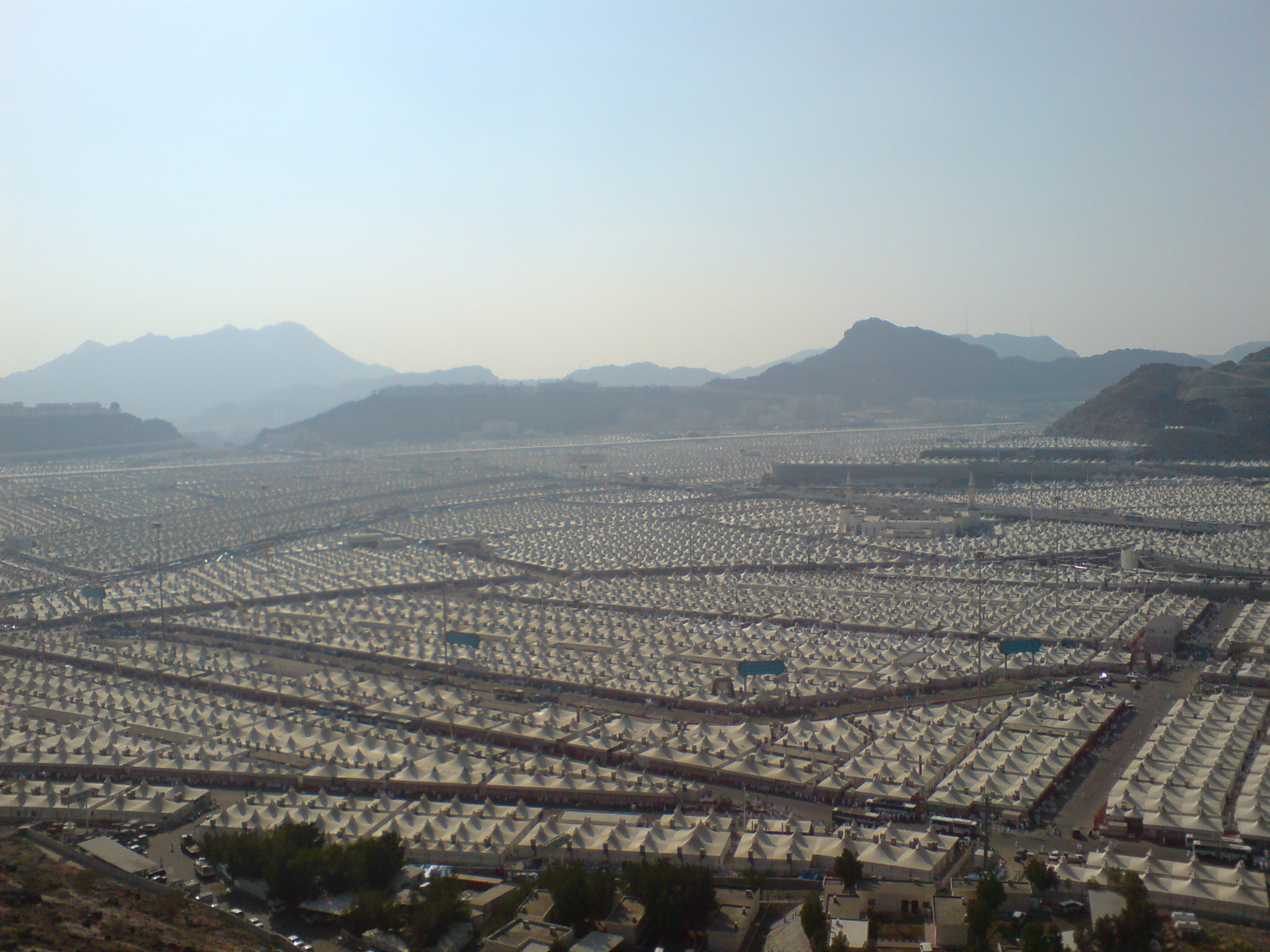
منطقة منى، والتي التقى عندها النبي محمد بستة من الخزرج فكانت بداية لسلسلة لقاءات انتهت بالهجرة إلى المدينة المنورة.

وبينما كان النبي يعرض نفسه على القبائل عند «العقبة» في منى، لقي ستة أشخاص من الخزرج من يثرب، هم: أسعد بن زرارة، وعوف بن الحارث، ورافع بن مالك، وقُطبَة بن عامر بن حديدة، وعُقبة بن عامر بن نابي، وجابر بن عبد الله»، فدعاهم إلى الإسلام، فقال بعضهم لبعض «يا قوم، تعلموا والله إنه للنبي توعدكم به يهود، فلا تسبقنّكم إليه». وقد كان اليهود يتوعدون الخزرج بقتلهم بنبي آخر الزمان. فأسلم أولئك النفر، ثم انصرفوا راجعين إلى بلادهم. فلما قدموا المدينة ذكروا لقومهم خبر النبي محمد، ودعوهم إلى الإسلام، حتى فشا فيهم فلم يبق دار من دور الأنصار إلا وفيها ذكرٌ من النبي محمد. حتى إذا كان العام المقبل، وافى الموسم من الأنصار اثنا عشر رجلًا، فلقوه بالعقبة في منى، فبايعوه، فكانت بيعة العقبة الأولى.

### إسلام الأنصار
بعث النبي مصعب بن عمير مع من بايعوه من يثرب، يُقرئهم القرآن ويعلمهم الإسلام. فأقام في بيت أسعد بن زرارة يدعو الناس إلى الإسلام، ويصلي بهم. فأسلم على يديه سعد بن عبادة وأسيد بن حضير وهما يومئذٍ سيدا قومهما من بني عبد الأشهل، فأسلم جميع قومهما بإسلامهما، ثم أسلم سعد بن معاذ، وانتشر الإسلام في يثرب، حتى لم تبق دار من دور الأنصار إلا وفيها رجال ونساء مسلمون، إلا ما كان من دار بني أمية بن زيد، وخطمة، ووائل، وواقف.

### بيعة العقبة الثانية
رجع مصعب بن عمير إلى مكة، وخرج ثلاثة وسبعون رجلًا وامرأتان من الأنصار في موسم الحج، وقالوا له «يا رسول الله نبايعك؟» فقال لهم: «تبايعوني على السمع والطاعة في النشاط والكسل، والنفقة في العسر واليسر، على الأمر بالمعروف والنهي عن المنكر، وأن تقولوا في الله لا تخافوا في الله لومة لائم، وعلى أن تنصروني فتمنعوني إذا قدمت عليكم مما تمنعون منه أنفسكم وأزواجكم وأبناءكم، ولكم الجنة»، فبايعوه رجلًا رجلًا بدءًا من أسعد بن زرارة وهو أصغرهم سنًا. فكانت بيعة العقبة الثانية وقد كانت في شهر ذي الحجة قبل الهجرة إلى المدينة بثلاثة أشهر، الموافق (يونيو سنة 622م). ثم قال لهم: «أخرجوا إليَّ منكم اثني عشر نقيبًا يكونون على قومهم بما فيهم»، فأخرجوا منهم اثني عشر نقيبًا، تسعة من الخزرج وثلاثة من الأوس، وقال للنقباء: «أنتم على قومكم بما فيهم كفلاء ككفالة الحواريين لعيسى بن مريم، وأنا كفيل على قومي».

## الإذن بالهجرة

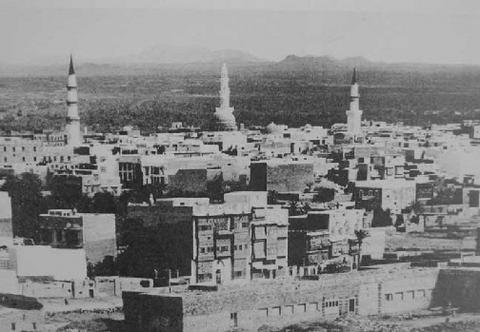
منظر عام للمدينة المنورة قديمًا.

لما اشتد البلاء على المسلمين في مكة بعد بيعة العقبة الثانية، أذنَ النبي مُحمد لأصحابه بالهجرة إلى المدينة المنورة، وأمرهم باللَحاقِ بِإخوانهم من الأنصار، وكان النبي قد رأى رؤيا في المنام أنه يهاجر إلى دار ذات نخل، فظن في البداية أنها اليمامة أو هجر، لكن عندما بايعه وفد الأنصار في بيعتي العقبة الأولى والثانية؛ علم أنها يثرب.
وعن عائشة أنها قالت: «قال رسولُ اللهِ ﷺ وهو يومئذٍ بمكةَ: «قد أُرِيتُ دار هجرتكم، رأيتُ سَبْخَةً ذاتِ نخلٍ بين لابتين» وهما الحَرَّتَانِ، فهاجرَ من هاجر قِبَلَ المدينةِ حين ذكر ذلك رسولُ اللهِ ﷺ، ورجع إلى المدينةِ بعضُ من كان هاجرَ إلى أرضِ الحبشةِ، وتجهَّزَ أبو بكرٍ مهاجرًا، فقال لهُ رسولُ اللهِ ﷺ: «على رِسْلِكَ، فإني أرجو أن يُؤْذَنَ لي» قال أبو بكرٍ: «هل ترجو ذلك بأبي أنت؟» قال: «نعم» فحبسَ أبو بكرٍ نفسَهُ على رسولِ اللهِ ﷺ ليَصْحَبَهُ، وعلفَ راحلتينِ كانتا عندَهُ ورقَ السَّمُرِ أربعةَ أشهرٍ.» وذكر ابن إسحاق أن رسول الله ﷺ قال «إن الله قد جعل لكم إخوانًا ودارًا تأمنون بها» فخرجوا إليها أرسالًا.

## هجرة الصحابة إلى المدينة

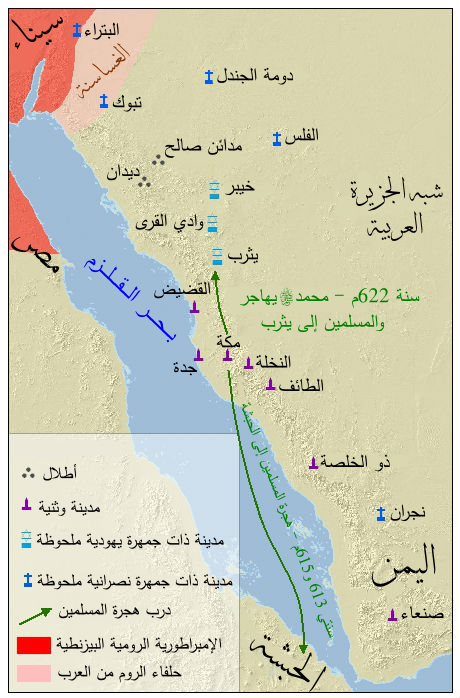
خريطة توضح مسار الهجرات إلى المدينة المنورة وإلى الحبشة.

بعد الإذن بالهجرة بدأ الصحابة يخرجون إلى يثرب ويُخفون ذلك، فكان أول من قدِم إليها أبو سلمة بن عبد الأسد، ثم قدِم المسلمون أرسالًا فنزلوا على الأنصار في دورهم فآووهم ونصروهم، ولم يبقَ بمكة منهم إلا النبي محمد وأبو بكر وعلي بن أبي طالب، أو محبوس، أو ضعيف عن الخروج. وأخذ المسلمون يغادرون مكة متسللين منها خفية، فرادى وجماعات، خشية أن تعلم قريش بأمرهم فتمنعهم من ذلك، تاركين وراءهم كل ما يملكون من بيوت وأموال وتجارة، فرارًا بدينهم وعقيدتهم.

### هجرة آل أبي سلمة
كان أول من هاجر إلى المدينة أبو سلمة بن عبد الأسد، وكانت هجرته إليها قبل بيعة العقبة الثانية بسنة لأن قريشًا آذته بعد مرجعه من الحبشة فعزم على الرجوع إليها، ثم بلغه إسلام بعض أهل يثرب فعزم على الهجرة إليها، فلما أجمع أبو سلمة الخروج إلى المدينة، قام رجال من بني المغيرة (قوم أم سلمة) بمنع زوجته أم سلمة من الهجرة معه، ومنع بنو عبد الأسد (قوم أبي سلمة) ابنه من الهجرة معه، تقول أم سلمة: «فكنت أخرج كل غداة فأجلس في الأبطح فما أزال أبكي حتى أمسي حتى مرَّ بي رجل من بني عمي أحد بني المغيرة فرأى ما بي فرحمني، فقال لبني المغيرة: ألا تخرجون من هذه المسكينة؟ فرقتم بينها وبين زوجها وبين ولدها، فقالوا لي: الحقي بزوجك إن شئت.»، فأخدت ولدها وارتحلت إلى يثرب، حتى لقيت عثمان بن طلحة بالتنعيم فأوصلها إلى يثرب.

ثم توالت هجرة الصحابة بعد أبي سلمة، فهاجر عامر بن ربيعة وامرأته ليلى بنت أبي حثمة، ثم عبد الله بن جحش، وأخوه أبو أحمد بن جحش، ونزلوا بقباء على مبشر بن عبد المنذر.

### هجرة عمر بن الخطاب
رُوي أن عمر بن الخطاب لما هاجر، لم يهاجر متخفيًا، بل تقلد سيفه ووضع قوسه على كتفه وحمل أسهمًا، وذهب إلى الكعبة حيث طاف سبع مرات، ثم توجه إلى مقام إبراهيم فصلى، ثم قال لحلقات قريش المجتمعة: «شاهت الوجوه، لا يُرغم الله إلا هذه المعاطس، من أراد أن تثكله أمه وييتم ولده أو يُرمل زوجته فليلقني وراء هذا الوادي». فلم يتبعه أحد منهم، ثم مضى إلى يثرب ومعه ما يقارب العشرين شخصًا من أهله وقومه، منهم أخوه زيد بن الخطاب، وعمرو بن سراقة وأخوه عبد الله، وخنيس بن حذافة، وابن عمه سعيد بن زيد، ونزلوا عند وصولهم في قباء عند رفاعة بن عبد المنذر، وكان قد سبقه مصعب بن عمير وابن أم مكتوم وبلال بن رباح وسعد بن أبي وقاص وعمار بن ياسر.

### هجرة صهيب بن سنان الرومي
ذكر ابن هشام: أن صُهيبًا حين أراد الهجرة قالت له قريش: «أتيتنا صعلوكًا حقيرًا فكثر مالك عندنا وبلغت الذي بلغت، ثم تريد أن تخرج بمالك ونفسك، والله لا يكون ذلك.»، فقال لهم صهيب: «أرأيتم إن جعلت لكم مالي أتخلون سبيلي؟» قالوا: «نعم» قال: «فإني قد جعلت لكم مالي» فبلغ ذلك رسول الله فقال: «ربح صهيب، ربح صهيب».

## أحداث الهجرة النبوية
ظل النبي محمدٌ بمكة ينتظر أن يُؤذَن له في الهجرة ولم يتخلف معه بمكة، إلا علي بن أبي طالب وأبو بكر، وكان أبو بكر الصديق يستأذنه بالخروج إلى المدينة المنورة، ولكن كان يقول له: «لا تعجل لعل الله يجعل لك صاحبًا»، فأراد أبو بكر أن يكون النبي صاحبه.

### ليلة هجرة النبي
لما رأت قريش خروج المسلمين، خافوا خروج النبي محمد، فاجتمعوا في دار الندوة، واتفقوا أن يأخذوا من كل قبيلة من قريش شابًا فيقتلون النبي محمدًا فيتفرّق دمه بينَ القبائل. فأخبر جبريل النبي محمدًا بالخبر وأمره أن لا ينام في مضجعه تلك الليلة، فأمر النبي محمد عليًا أن يبيت في فراشه بدلا منه ويتغطى ببرده الأخضر ليظن الناس أن النبي محمدا نائم في فراشه. واجتمع أولئك النفر عِند بابه، لكنه خرج من بين أيديهم لم يره منهم أحد، وهو يحثو على رؤوسهم التراب تاليًا: ﴿وَجَعَلْنَا مِنْ بَيْنِ أَيْدِيهِمْ سَدًّا وَمِنْ خَلْفِهِمْ سَدًّا فَأَغْشَيْنَاهُمْ فَهُمْ لَا يُبْصِرُونَ ۝٩﴾سورة يس:9، فلما أصبحوا ساروا إلى علي يحسبونه النبي، فلما رأوا عليًا، فقالوا: «أين صاحبك؟»، قال: «لا أدري»، فنزلت الآية : ﴿وَإِذْ يَمْكُرُ بِكَ الَّذِينَ كَفَرُوا لِيُثْبِتُوكَ أَوْ يَقْتُلُوكَ أَوْ يُخْرِجُوكَ وَيَمْكُرُونَ وَيَمْكُرُ اللَّهُ وَاللَّهُ خَيْرُ الْمَاكِرِينَ ۝٣٠﴾ [الأنفال:30]، وقيل أن هذه الليلة كانت يوم السبت وهو غير ثابت.(1)

### غار ثور

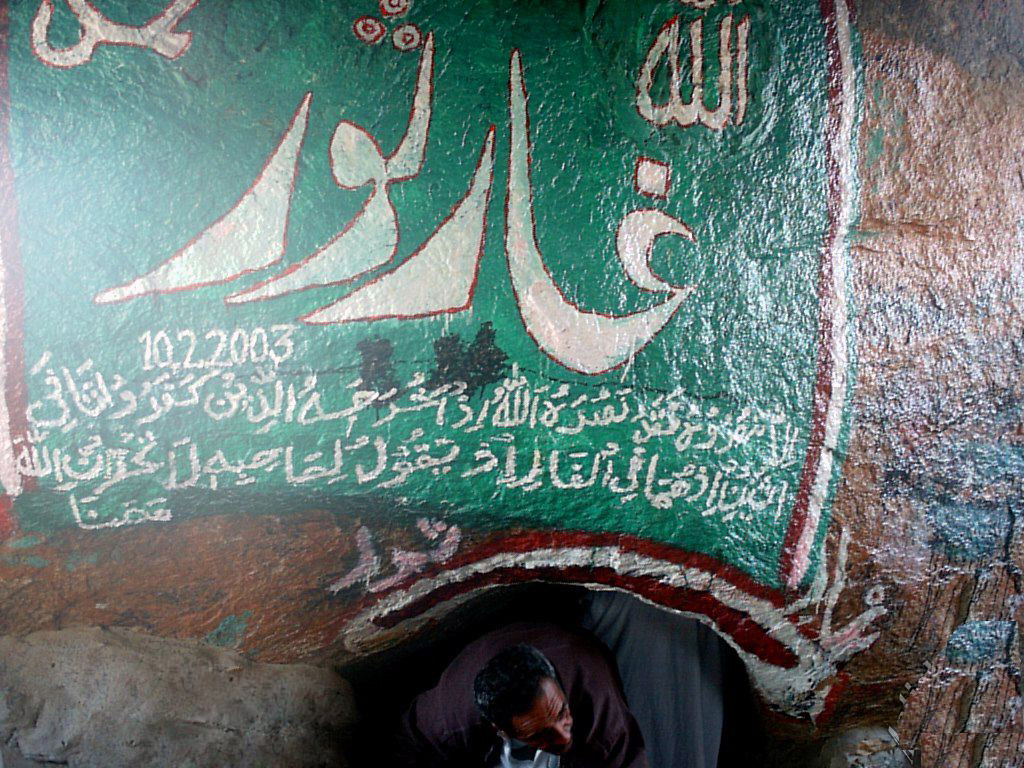
غار ثور الذي اختبأ به النبي محمد وصاحبه أبو بكر في رحلة الهجرة، ماكثين فيه ثلاث ليال.

جاء النبي إلى أبي بكر، وكان أبو بكر قد جهز راحلتين للسفر، فأعطاها النبي محمد لعبد الله بن أرَيْقِط، على أن يوافيهما في غار ثور بعد ثلاث ليالٍ، ويكون دليلًا لهما، فخرجا ليلة 27 صفر سنة 14 من البعثة النبوية، الموافق 12 سبتمبر سنة 622م، وحمل أبو بكر ماله كلّه ومعه خمسة آلاف درهم أو ستة آلاف، فخرجا من خوخة لأبي بكر في ظهر بيته، ثم عمدا إلى غار ثور، وهو كهف في جبل بأسفل مكة فدخلاه. وأمر أبو بكر ابنه عبد الله أن يتسمع لهما ما يقول الناس فيهما نهاره، ثم يأتيهما إذا أمسى بما يكون في ذلك اليوم من الخبر، وأمر مولاه عامر بن فهيرة أن يرعى غنمه نهاره، ثم يأتيهما إذا أمسى في الغار، فكان عبد الله بن أبي بكر يكون في قريش نهاره معهم، يسمع ما يأتمرون به وما يقولون في شأن النبي محمد وأبي بكر، ثم يأتيهما إذا أمسى فيخبرهما الخبر. وكان عامر بن فهيرة يرعى في رعيان أهل مكة، فإذا أمسى أراح عليهما غنم أبي بكر فاحتلبا وذبحا، فإذا غدا عبد الله بن أبي بكر من عندهما إلى مكة اتبع عامر بن فهيرة أثره بالغنم يعفي عليه.
وكانت أسماء بنت أبي بكر تأتيهما من الطعام إذا أمست بما يصلحهما، قالت أسماء: «ولما خرج رسول الله ﷺ وأبو بكر أتانا نفر من قريش فيهم أبو جهل بن هشام، فوقفوا على باب أبي بكر، فخرجتُ إليهم فقالوا: «أين أبوك يا ابنة أبي بكر؟»، قلت: «لا أدري والله أين أبي»، فرفع أبو جهل يده وكان فاحشًا خبيثًا، فلطم خدي لطمة طرح منها قرطي ثم انصرفوا». وقالت أسماء بنت أبي بكر: «لما خرج رسول الله ﷺ وخرج أبو بكر معه، احتمل أبو بكر ماله كله معه: خمسة آلاف درهم أو ستة آلاف درهم، فانطلق بها معه، فدخل علينا جدي أبو قحافة وقد ذهب بصره، فقال: «والله إني لأراه قد فجعكم بماله مع نفسه»، قلت: «كلا يا أبت، إنه قد ترك لنا خيرًا كثيرًا»، قالت: وأخذتُ أحجارًا فوضعتها في كوة في البيت الذي كان أبي يضع ماله فيها، ثم وضعت عليها ثوبًا، ثم أخذت بيده فقلت: «يا أبت ضع يدك على هذا المال»، قالت: فوضع يده عليه فقال: «لا بأس، إذا كان قد ترك لكم هذا فقد أحسن، وفي هذا بلاغ لكم»، قالت: ولا والله ما ترك لنا شيئًا ولكن أردت أن أسكن الشيخ بذلك».
ولما وصلا إلى الغار قال أبو بكر للنبي: «والذي بعثك بالحق لا تدخل حتى أدخله قبلك، فإن كان فيه شيء نزل بي قبلك»، فدخل وجعل يلتمس بيده كلما رأى جحرًا قال بثوبه فشقه، ثم ألقمه الجحر حتى فعل ذلك بجميع ثوبه، فبقي جحر، وكان فيه حية فوضع عقبه عليه، فلسعته وصارت دموعه تنحدر.

### مطاردة قريش للنبي
ذكر بعض المؤرخين أن النبي وأبا بكر لما دخلا إلى غار ثور ضربت العنكبوت على بابه بعش، فخرجت قريش في طلبه حتى وصلوا باب الغار، فقال بعضهم: «لَو دخل هَا هُنَا لَمْ يَكُنْ نَسْجُ الْعَنْكَبُوتِ عَلَى بَابِهِ» فانصرفوا. وقصة العنكبوت والحمامتين قد ضعفها بعض المحدثين وحسنها بعضهم، والذي ثَبت في صحيح مسلم قول أبي بكر الصديق: «نظرتُ إلى أقدامِ المشركين على رؤوسِنا ونحن في الغارِ، فقلتُ : يا رسولَ اللهِ ! لو أنَّ أحدَهم نظر إلى قدمَيه أبصَرَنا تحت قدمَيه، فقال: «يا أبا بكرٍ ! ما ظنُّك باثنَين اللهُ ثالثُهما»»
| قال الله تعالى: ﴿إِلَّا تَنْصُرُوهُ فَقَدْ نَصَرَهُ اللَّهُ إِذْ أَخْرَجَهُ الَّذِينَ كَفَرُوا ثَانِيَ اثْنَيْنِ إِذْ هُمَا فِي الْغَارِ إِذْ يَقُولُ لِصَاحِبِهِ لَا تَحْزَنْ إِنَّ اللَّهَ مَعَنَا فَأَنْزَلَ اللَّهُ سَكِينَتَهُ عَلَيْهِ وَأَيَّدَهُ بِجُنُودٍ لَمْ تَرَوْهَا وَجَعَلَ كَلِمَةَ الَّذِينَ كَفَرُوا السُّفْلَى وَكَلِمَةُ اللَّهِ هِيَ الْعُلْيَا وَاللَّهُ عَزِيزٌ حَكِيمٌ ۝٤٠﴾ |
| — التوبة: 40 |

ومكث النبي محمد وأبو بكر في الغار ثلاث ليال يبيت عندهما عبد الله بن أبي بكر، حتى خرجا من الغار في يوم الاثنين 1 ربيع الأول 1 هـ، وقيل 4 ربيع الأول.

### خروج النبي من الغار

#### موقف سراقة بن مالك
خرج النبي محمد وصاحبه من الغار متجهان إلى يثرب، وكانت قريش قد جعلت جائزة 100 ناقة لمن يردّ محمدًا عليهم. وبينما هما في الطريق، إذ عرض لهما سراقة بن مالك وهو على فرس له، فدعا عليه النبي محمد فساخت قوائم فرسه، فأمره النبي أن يرجع ويخف أمره؛ ففعل. فأطلق ورجع فوجد الناس يلتمسون النبي فردهم عنه. ويروي سراقة قصة لحاقه بالنبي فيقول:
| الهجرة النبوية | جاءنا رُسُل كفار قريش يجعلون في رسول الله ﷺ، وأبي بكر، دية كل منها لمن قتله أو أسره، فبينما أنا جالس في مجلس من مجالس قومي بني مدلج، إذ أقبل رجل منهم حتى قام علينا ونحن جلوس، فقال: يا سراقة إني رأيت آنفا أَسْوِدة. بالساحل أُراها محمدًا وأصحابه، قال سراقة: فعرفت أنهم هم: فقلت له: إنهم ليسوا بهم، ولكنك رأيت فلانًا وفلانًا انطلقوا بأعيننا، ثم لبثت في المجلس ساعة، ثم قمت فدخلت فأمرت جاريتي أن تخرج بفرسي، وهى من وراء أكمة فتحبسها علي، وأخذت رمحي فخرجت به من ظهر البيت فخططت بزجه الأرض وخفضت عالية حتى أتيت فرسي فركبتها فرفعتها تقرب بي حتى دنوت منهم فعثرت بي فرسي فخررت عنها، فقمت فأهويت يدي إلى كنانتي فاستخرجت منها الأزلام فاستقسمت بها، أضرهم أم لا، فخرج الذي أكره، فركبت فرسي، وعصيت الأزلام؛ تُقَرّب بي، حتى إذا سمعت قراءة رسول الله ﷺ وهو لا يلتفت، وأبو بكر يكثر الالتفات، ساخت يدا فرسي في الأرض، حتى بلغتا الركبتين، فخررت عنها، ثم زجرتها فنهضتْ فلم تكد تخرج يديها، فلما استوت قائمة إذا لأثر يديها عثان ساطع في السماء مثل الدخان، فاستقسمت بالأزلام فخرج الذي أكره، فناديتهم بالأمان فوقفوا فركبت فرسي حتى جئتهم ووقع في نفسي حين لقيت ما لقيت من الحبس عنهم، أن سيظهر أمر رسول الله ﷺ فقلت له: إن قومك قد جعلوا فيك الدية، وأخبرتهم أخبار ما يريد الناس بهم، وعرضت عليهم الزاد والمتاع فلم يرزآني. ولم يسألاني، إلا أن قال: أخف عنا، فسألته أن يكتب لي في كتاب آمن، فأمر عامر بن فهيرة فكتب في رقعة من أديم ثم مضى رسول الله ﷺ. | الهجرة النبوية |

ولما رجع سراقة صار يردّ عنهم الطلب، لا يلقى أحدًا إلا ردّه، يقول لهم: «سيرت - أي اختبرت - الطريق فلم أرد أحدًا».

#### موقف أم معبد
مر النبي محمد وأبو بكر وعامر بن فهيرة، ودليلهما عبد الله بن أريقط في الطريق بخيمة أم معبد واسمها «عاتكةُ»، فسألاها شراء شيئًا يأكلانه، فقالت: «واللهِ ما عندنا طعامٌ ولا لنا منحةٌ ولا لنا شاةٌ إلا حائلٌ»، قال ابن إسحاق: «فدعا رسولُ اللهِ صلَّى اللهُ عليهِ وسلَّمَ ببعضِ غنمِها فمسح ضرْعَها بيدِه ودعا اللهَ وحلبَ في العسِّ حتى أرغى وقال اشربي يا أم معبدٍ فقالت اشرب فأنتَ أحقُّ بهِ فردَّه عليها فشربت ثم دعا بحائلٍ أخرى ففعل مثلَ ذلك بها فشربَه ثم دعا بحائلٍ أخرى ففعل بها مثلَ ذلك فسقى دليلَه ثم دعا بحائلٍ أخرى ففعل بها مثلَ ذلك فسقى عامرًا ثم تروَّحَ».

ثم جاءت سرية قريش إلى أم معبد فسألوها عن رسول الله، فأنكرت رؤيته؛ فقالت: «إنكم تسألوني عن أمر ما سمعت به قبل عامي هذا»، ثم قالت:«لئن لم تنصرفوا عني لأصرخنّ في قومي عليكم» وكانت في عز من قومها، فانصرفوا.

ولما جاء زوجُها حكت له القصة فقال لها: «صِفيه لي يا أمَّ مَعبدٍ»، فقالت :«رأيتُ رجلاً ظاهرَ الوَضاءةِ، حُلوَ المَنطقِ فصلٌ لا نزْرٌ ولا هذْرٌ، كأنَّ منطقَه خَرَزاتُ نظمٍ يتحدَّرْنَ».

#### طريق الهجرة إلى المدينة
خرج النبي وأبو بكر مع دليلهما عبد الله بن أريقط، سلك بهما أسفل مكة، ثم مضى بهما على الساحل، حتى عارض الطريق أسفل من عسفان، ثم سلك بهما على أسفل أمج، ثم مر على قديد، فسلك بهما الخرار، ثم سلك بهما ثنية المرة، ثم سلك بهما لقفا، ويقال: لفتا. ثم أجاز بهما مدلجة لقف ثم استبطن بهما مدلجة محاج- ويقال: مجاج، ثم سلك بهما مرجح محاج، ثم تبطن بهما مرجح من ذي الغضوين ثم بطن ذي كشر، ثم أخذ بهما على الجداجد، ثم على الأجرد، ثم سلك بهما ذا سلم، من بطن أعداء مدلجة تعهن وهي عين ماء على ثلاثة أميال من السقيا بين مكة والمدينة.، ثم مر على العبابيد ويقال: العبابيب، ويقال: العثيانة. ثم أجاز بهما الفاجة، ويقال: القاحة، ثم هبط بهما العرج. وحمل النبي رجل من أسلم، يقال له: أوس بن حجر، على جمل له- يقال له: ابن الرداء- إلى المدينة، وبعث معه غلامًا له، يقال له: مسعود بن هنيدة، ثم خرج بهما دليلهما من العرج، فسلك بهما ثنية العائر، ويقال: ثنية الغائر، حتى هبط بهما بطن رئم، ثم قدم بهما قباء.

### الوصول إلى قباء

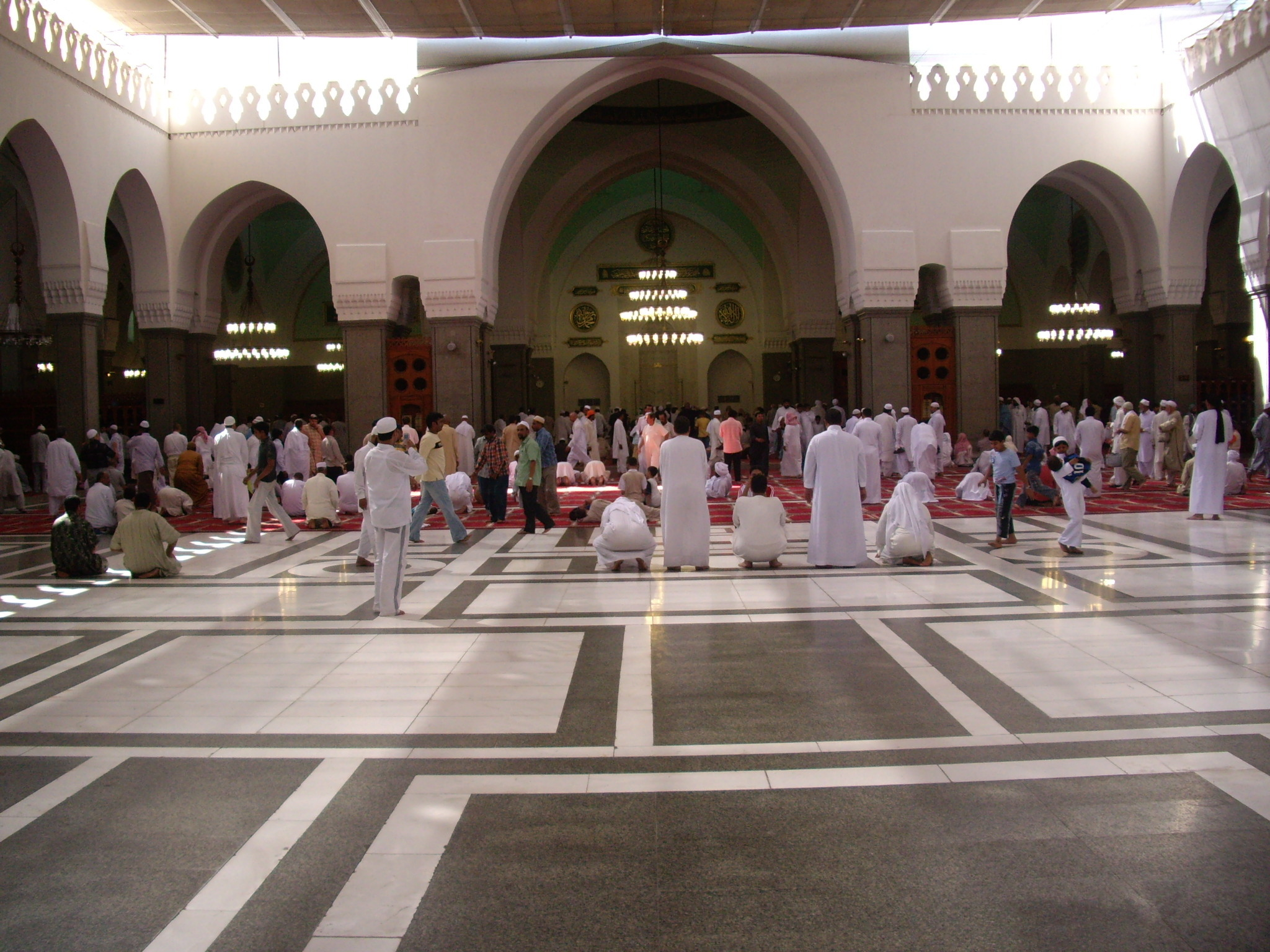
من داخل مسجد قباء، أول مسجد أسس بعد بعثة النبي محمد، قال فيه «من توضأ وأسبغ الوضوء ثم جاء مسجد قباء فصلى فيه كان له أجر عمرة».

وصل النبي محمد قباء يوم الاثنين 8 ربيع الأول، وقال ابن هشام أنه كان يوم الاثنين 12 ربيع الأول، وكان بعض المهاجرين والأنصار ينظرون قدوم النبي في قباء، فكانوا إذا صلوا الصبح انتظروا قدوم النبي حتى تشتد عليهم الشمس، وكان الطقس حارًا، فدخلوا في ذلك اليوم بيوتهم يستظلوا داخلها، وقدم النبي وهم في البيوت، فكان أول من رآه رجل من اليهود، فنادى عليهم بأعلى صوته: يا بني قيلة - أي الأنصار -، هذا جدِّكم قد جاء. فوجدوا النبي وهو في ظل نخلة. وكان أغلبهم لم ير النبي من قبل؛ فلم يعرفونه من أبي بكر. فزال الظل عن النبي، فقام أبو بكر فأظله بردائه، فعرفوه عند ذلك.
وأسس مسجده". ونزل النبي على كلثوم بن الهدم، وجاءه المسلمون يسلمون عليه، ونزل أبو بكر على خبيب بن إساف. وأقام علي بن أبي طالب بمكة ثلاث ليال وأيامها حتى أدّى الودائع التي كانت عند محمد للناس، حتى إذا فرغ منها لحق بمحمد فنزل معه على كلثوم بن هدم. وبقي محمد وأصحابه في قباء عند بني عمرو بن عوف 4 أيام، وقد أسس مسجد قباء لهم، قال ابن إسحاق: "فأقام رسول الله ﷺ بقباء، في بني عمرو بن عوف، يوم الاثنين ويوم الثلاثاء ويوم الأربعاء ويوم الخميس، وأسس مسجده". ثم خرج من قباء يوم الجمعة. وصلى النبي الجمعة في بني سالم بن عوف، فصلاها في المسجد الذي في بطن وادي رانوناء، فكانت أول جمعة صلاها بالمدينة. ويعرف هذا المسجد اليوم بمسجد الجمعة.

### الوصول إلى المدينة
| «لما كان اليوم الذي دخل فيه رسول الله ﷺ المدينة أضاء منها كل شيء، فلما كان اليوم الذي مات فيه أظلم منها كل شيء» |
| — أنس بن مالك                                                                                                   |

ظل الناس يمشون مع النبي من قباء إلى يثرب حتى وصلها في ذات اليوم الجمعة 12 ربيع الأول، سنة 1 هـ الموافق 27 سبتمبر سنة 622م، وقال ابن سعد البغدادي وغيره أنه كان يوم الاثنين.(2) وعمره يومئذٍ 53 سنة. ومن ذلك اليوم سُميت بمدينة الرسول ﷺ، بعدما كانت تُسمى يثرب.

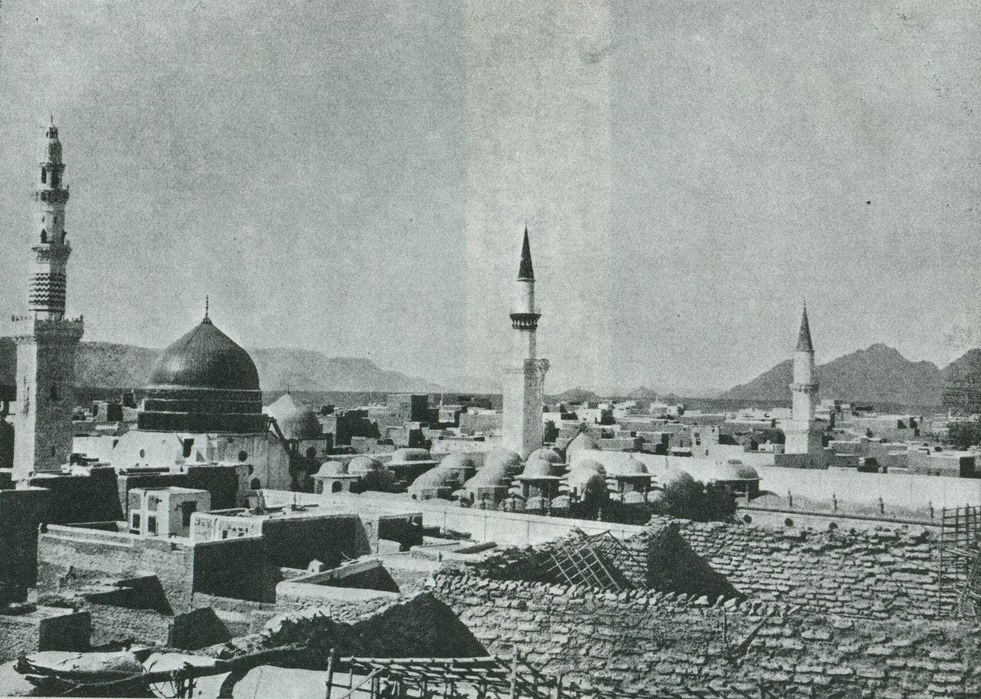
صورة للمسجد النبوي في أواخر العهد العثماني عام 1908.

وكان النبي على ناقته، فأتاه عتبان بن مالك، وعباس بن عبادة بن نضلة في رجال من بني سالم ابن عوف، فقالوا: يا رسول الله. أقم عندنا في العدد والعدة والمنعة. فقال: خلوا سبيلها، فإنها مأمورة - أي الناقة -، فانطلقت حتى إذا وازنت دار بني بياضة، تلقاه زياد بن لبيد، وفروة بن عمرو، في رجال من بني بياضة. فقالوا: يا رسول الله: هلم إلينا، إلى العدد والعدة والمنعة، فقال: خلوا سبيلها فإنها مأمورة، فخلوا سبيلها. فانطلقت، حتى إذا مرت بدار بني ساعدة، اعترضه سعد بن عبادة، والمنذر بن عمرو، في رجال من بني ساعدة، فقالوا: يا رسول الله، هلم إلينا إلى العدد والعدة والمنعة، فقال: خلوا سبيلها، فإنها مأمورة، فخلوا سبيلها، فانطلقت، حتى إذا وازنت دار بني الحارث بن الخزرج، اعترضه سعد بن الربيع، وخارجة بن زيد، وعبد الله بن رواحة، في رجال من بني الحارث ابن الخزرج فقالوا: يا رسول الله هلم إلينا إلى العدد والعدة والمنعة فقال: خلوا سبيلها، فإنها مأمورة، فخلوا سبيلها. فانطلقت، حتى إذا مرت بدار بني عدي بن النجار، فاعترضه سليط بن قيس، وأبو سليط، في رجال من بني عدي بن النجار، فقالوا: يا رسول الله، هلم إلى أخوالك، إلى العدد والعدة والمنعة، فقال: خلوا سبيلها فإنها مأمورة، فخلوا سبيلها، فانطلقت. حتى إذا أتت دار بني مالك بن النجار، بركت. وكانت الأرض ملكًا لغلامين يتيمين من بني النجار، وهما في حجر معاذ بن عفراء، سهل وسهيل ابني عمرو. فلما بركت، لم ينزل النبي، وثبت فسارت غير بعيد، والنبي واضع لها زمامها لا يثنيها به، ثم التفتت إلى خلفها، فرجعت إلى مبركها أول مرة، فبركت فيه. فنزل النبي عنها، فاحتمل أبو أيوب الأنصاري رحله، فوضعه في بيته، ونزل النبي عليه في بيت أبي أيوب، وسأل عن الأرض فقال له معاذ بن عفراء: هو يا رسول الله لسهل وسهيل ابني عمرو، وهما يتيمان لي، وسأرضيهما منه. فشرعوا في بناء المسجد النبوي في هذه الأرض.
وعن عروة بن الزبير قال:
«أن رسول الله ﷺ لقي الزبير في ركب من المسلمين كانوا تجارًا قافلين من الشام (إلى مكة)، فكسى الزبيرُ رسول الله ﷺ وأبا بكر ثياب بياض، وسمع المسلمون بالمدينة بمخرج رسول الله ﷺ من مكة، فكانوا يغدون كل غداة إلى الحرة فينتظرونه حتى يردهم حرُّ الظهيرة، فانقلبوا يوماً بعدما أطالوا انتظارهم، فلما أووا إلى بيوتهم أوفى رجل من اليهود على أطم من آطامهم لأمر ينظر إليه، فبصر برسول الله ﷺ وأصحابه مبيضين يزول بهم السراب، فلم يملك اليهودي أن قال بأعلى صوته: «يا معشر العرب، هذا جدكم الذي تنتظرون»، فثار المسلمون إلى السلاح، فتلقوا رسول الله ﷺ بظهر الحرة، فعدل بهم ذات اليمين حتى نزل بهم في بني عمرو بن عوف، وذلك يوم الاثنين من شهر ربيع الأول، فقام أبو بكر للناس وجلس رسول الله ﷺ صامتاً، فطفق من جاء من الأنصار ممن لم ير رسول الله ﷺ يحيي أبا بكر، حتى أصابت الشمسُ رسول الله ﷺ، فأقبل أبو بكر حتى ظلل عليه بردائه، فعرف الناسُ رسولَ الله ﷺ عند ذلك، فلبث رسول الله ﷺ في بني عمرو بن عوف بضع عشرة ليلة، وأسس المسجد الذي أسس على التقوى، وصلى فيه رسول الله ﷺ، ثم ركب راحلته وسار يمشي معه الناسُ حتى بركت عند مسجد رسول الله ﷺ بالمدينة، وهو يصلي فيه يومئذ رجال من المسلمين، وكان مربداً للتمر لسهيل وسهل غلامين يتيمين في حجر أسعد بن زرارة، فقال رسول الله ﷺ حين بركت به راحلته: «هذا إن شاء الله المنزل»، ثم عاد رسول الله ﷺ الغلامين فساومهما بالمربد ليتخذه مسجداً، فقالا: «بل نهبه لك يا رسول الله»، فأبى رسول الله ﷺ أن يقبله منهما هبة حتى ابتاعه منهما، ثم بناه مسجداً، فطفق رسول الله ﷺ ينقل معهم اللبن في بنيانه، وهو يقول حين ينقل اللبن:
ويقول:

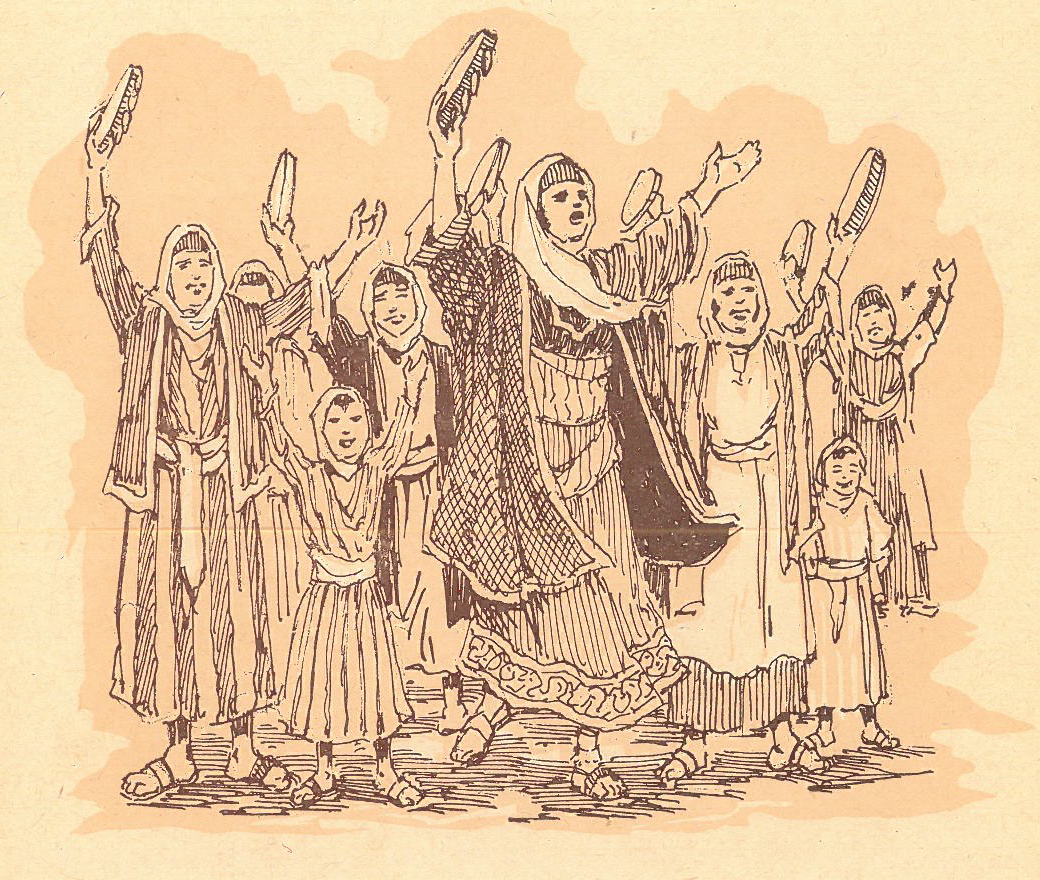
رسمٌ تخيُّليٌ لِبعض أهالي المدينة وهم يستقبلون الرسول بِالأهازيج والمدائح عند وصوله إليها.

فتمثل بشعر رجل من المسلمين لم يُسَمَّ لي.»

### جدول خط سير زمني للهجرة
| التاريخ (حسب سيرة ابن هشام)                | التاريخ (حسب ابن سعد البغدادي)                         | خط سير الهجرة                                               |
| ------------------------------------------ | ------------------------------------------------------ | ----------------------------------------------------------- |
| ليلة الجمعة 27 صفر 1 هـ (13 سبتمبر 622م)   | ليلة الجمعة الاثنين 1 ربيع الأول 1 هـ (16 سبتمبر 622م) | غادر مكة ومكث ثلاثة أيام في غار ثور بالقرب من مكة.          |
| الاثنين 1 ربيع الأول 1 هـ (16 سبتمبر 622م) | الاثنين 4 ربيع الأول 1 هـ (19 سبتمبر 622م)             | غادر جبل ثور متجها إلى منطقة يثرب.                          |
| الاثنين 8 ربيع الأول 1 هـ (23 سبتمبر 622م) | الجمعة 8 ربيع الأول 1 هـ (23 سبتمبر 622م)              | وصل إلى قباء بالقرب من المدينة المنورة، ومكث فيها عدة أيام. |
| الجمعة 12 ربيع الأول 1 هـ (27 سبتمبر 622م) | الاثنين(2) 12 ربيع الأول 1 هـ (27 سبتمبر 622م)         | وصل إلى المدينة المنورة.                                    |

## استمرار هجرة المسلمين إلى المدينة
استمرت هجرة المسلمين إلى المدينة المنورة حتى فتح مكة سنة 8 هـ، وظلت الهجرة إلى المدينة واجبة على المسلمين، ونزلت الكثير من الآيات تحث المسلمين على الهجرة إلى المدينة، بينما ظل بعض من أسلم في مكة ولم يهاجر، فنزل فيهم قول الله يبين أنهم إما أن يكونوا مستضعفين غير قادرين على الهجرة؛ فهؤلاء معذورون، عسى الله أن يتوب عليهم، وإما أن يكونوا قادرين عليها لكنهم لم يهاجروا حتى ماتوا؛ فهؤلاء تاركون لواجب، وواقعون في ذنب عظيم: ﴿إِنَّ الَّذِينَ تَوَفَّاهُمُ الْمَلَائِكَةُ ظَالِمِي أَنْفُسِهِمْ قَالُوا فِيمَ كُنْتُمْ قَالُوا كُنَّا مُسْتَضْعَفِينَ فِي الْأَرْضِ قَالُوا أَلَمْ تَكُنْ أَرْضُ اللَّهِ وَاسِعَةً فَتُهَاجِرُوا فِيهَا فَأُولَئِكَ مَأْوَاهُمْ جَهَنَّمُ وَسَاءَتْ مَصِيرًا ۝٩٧ إِلَّا الْمُسْتَضْعَفِينَ مِنَ الرِّجَالِ وَالنِّسَاءِ وَالْوِلْدَانِ لَا يَسْتَطِيعُونَ حِيلَةً وَلَا يَهْتَدُونَ سَبِيلًا ۝٩٨ فَأُولَئِكَ عَسَى اللَّهُ أَنْ يَعْفُوَ عَنْهُمْ وَكَانَ اللَّهُ عَفُوًّا غَفُورًا ۝٩٩﴾ [النساء:97–99]، وقد أخرج البخاري عن ابن عبَّاسٍ أنه قال: «إن أُناساً من المسلمين كانوا مع المشركين، يكثرون سواد المشركين على رسول الله صَلَّى اللَّهُ عَلَيْهِ وَسَلَّمَ، فيأتي السهم فيُرمى، فيصيب أحدهم فيقتله، أو يضربُه فيقتله، فأنزل الله تعالى: "إِنَّ الَّذِينَ تَوَفَّاهُمُ الْمَلَائِكَةُ ظَالِمِي أَنْفُسِهِمْ"».
فلما فتحت مكة أصبحت دار إسلام، فقال النبي محمد: «لا هجرةَ بعدَ الفتحِ، ولكن جهادٌ ونِيَّةٌ، وإذا استُنفِرْتُم فانفِروا»، فذكر بعض العلماء أن الهجرة نٌسخت بعد فتح مكة، وأن ما بقى من مفهوم الهجرة هو الهجرة المعنوية بمعني هجرة ما حرم الله هي ما بقي من مفهوم الهجرة، وقيل: أن حكمها لم ينسخ، وهو باقِ، وأن ما نُسخ هو الهجرة إلى المدينة المنورة، ولكن الهجرة من دار الحرب إلى دار الإسلام باقية، وهو قول النووي، وابن حجر العسقلاني، وابن كثير، وغيرهم.

### عودة مهاجري الحبشة
| «ما أدري بأيهما أنا أفرح بفتح خيبر أم بقدوم جعفر» |
| —النبي محمد                                       |

عاد من تبقى من مهاجري الحبشة مع جعفر بن أبي طالب إلى المدينة؛ بعدما كتب النبي محمد إلى النجاشي أن يزوجه أم حبيبة بنت أبي سفيان وكان زوجها عبيد الله بن جحش قد مات في الحبشة. وكتب إليه أيضًا أن يبعث إليه من بقي من أصحابه، فزوجه النجاشي أم حبيبة وأصدقها عنه أربعمائة دينار وحمل بقية أصحابه في سفينتين فوصلوا المدينة بعد غزوة خيبر عام 7 هـ.

### آخر من هاجر إلى المدينة
كان آخر من هاجر من مكة المكرمة هو العباس بن عبد المطلب، فقد هاجر بأهله في رمضان في السنة الثامنة من الهجرة، وفي الطريق لقي النبي مع جيشه يريد فتح مكة بعد نقض قريش لصلح الحديبية، فواصل أهله الهجرة ورجع هو مع النبي.

## الهجرة وبداية التأريخ الهجري

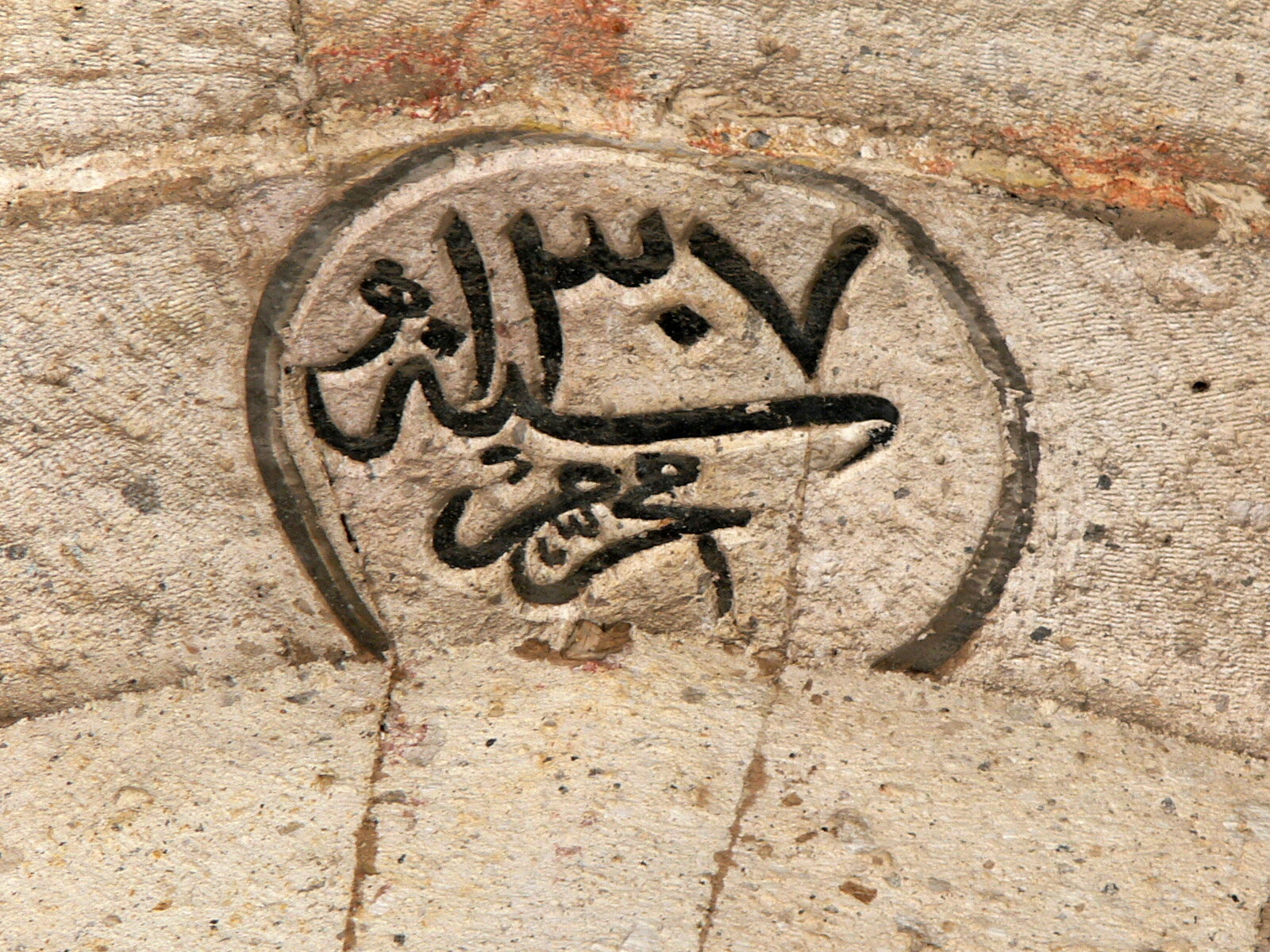
التاريخ الهجري في متحف مدينة قونية التركية

كان النبي محمد قد أمر بالتأريخ بعد قدومه إلى يثرب، وقد حدث هذا التأريخ منذ العام الأول للهجرة، كان النبي يُرسل الكتب إلى الملوك والأمراء ورؤساء القبائل المختلفة بتاريخ الهجرة.
وفي سنة 17 هـ اعتمد الخليفة عمر بن الخطاب التأريخ بداية من غرة شهر محرم من العام الأول للهجرة النبوية، ومما ذُكر في سبب اعتماد عمر للتاريخ أن أبا موسى كتب إلى عمر أنه يأتينا منك كتب ليس لها تاريخ، فجمع عمر الناس، فقال بعضهم: «أرخ بالمبعث»، وبعضهم: «أرخ بالهجرة»، فقال عمر: «الهجرة فرقت بين الحق والباطل»، فأرخوا بها، فلما اتفقوا قال بعضهم: «ابدءوا برمضان»، فقال عمر: «بل بالمحرم فإنه منصرف الناس من حجهم»، فاتفقوا عليه. وفي رواية أخرى أن أحدهم رفع صكًا لعمر محله شهر شعبان، فقال: «أي شعبان، الماضي أو الذي نحن فيه، أو الآتي؟ ضعوا للناس شيئًا يعرفون فيه حلول ديونهم»، فيُقال إنه أراد بعضهم أن يؤرخوا كما تؤرخ الفرس بملوكهم، كلما هلك ملك أرخوا من تاريخ ولاية الذي بعده، فكرهوا ذلك، ومنهم من قال: «أرخوا بتاريخ الروم من زمان الإسكندر»، فكرهوا ذلك، وقال قائلون: «أرخوا من مولد رسول الله ﷺ»، وقال آخرون: «من مبعثه عليه السلام»، وأشار علي بن أبي طالب وآخرون أن يؤرخ من هجرته من مكة إلى المدينة لظهوره لكل أحد فإنه أظهر من المولد والمبعث. فاستحسن ذلك عمر والصحابة، فأمر عمر أن يؤرخ من هجرة الرسول وأرخوا من أول تلك السنة من محرمها.

## هوامش
- 1: في موضوعات ابن الجوزي عن أبي هريرة عن النبي قال: «إنَّ يومَ السَّبتِ يومُ مكرٍ ومكيدةٍ. قالوا : ولم ذاك يا رسولَ اللهِ ؟ قال : إنَّ قريشًا أرادوا أن يمكروا فيه ، فأنزل اللهُ ﴿وَإِذْ يَمْكُرُ بِكَ الَّذِينَ كَفَرُوا﴾»، وقال ابن الجوزي: حديث موضوع.[78]
- 2: قال ابن سعد البغدادي في الطبقات الكبرى: «قدم رسول الله ﷺ المدينة حين هاجر من مكة يوم الاثنين لاثنتي عشرة ليلة مضت من شهر ربيع الأول، وهو المجتمع عليه».[79]

### معلومات المراجع المُفصَّلة
الكتب مرتبة حسب تاريخ النشر
- مسلم بن الحجاج (1916)، صحيح مسلم (ط. 1)، إسطنبول: دار الطباعة العامرة، OCLC:862990803، QID:Q123415095
- القرطبي (1935)، الجامع لأحكام القرآن، والمبين لما تضمنه من السنة وآي الفرقان: تفسير القرطبي، القاهرة: دار الكتب والوثائق القومية، OCLC:17965928، QID:Q115683910{{استشهاد}}:  صيانة الاستشهاد: ref duplicates default (link)
- عبد الملك بن هشام (1955)، السيرة النبوية لابن هشام، تحقيق: مصطفى السقا، إبراهيم الإبياري، عبد الحفيظ شلبي، القاهرة: مطبعة مصطفى البابي الحلبي، QID:Q120885568
- ابن حجر العسقلاني (1959)، فتح الباري بشرح صحيح البخاري، تحقيق: محب الدين الخطيب، بيروت: دار المعرفة للطباعة والنشر، QID:Q116945634
- أبو الفرج بن الجوزي (1966)، الموضوعات من الأحاديث المرفوعات، المدينة المنورة: المكتبة السلفية، QID:Q134540704
- محمد بن جرير الطبري (1967)، تاريخ الرُّسُل و المُلُوك، تحقيق: محمد أبو الفضل إبراهيم (ط. 2)، القاهرة: دار المعارف، OCLC:934442375، QID:Q114456807
- أبو عيسى محمد الترمذي (1975)، سنن الترمذي، تحقيق: أحمد محمد شاكر، محمد فؤاد عبد الباقي، إبراهيم عطوة عوض، القاهرة: مطبعة مصطفى البابي الحلبي، QID:Q116878327
- يحيى بن شرف النووي (1977)، المنهاج في شرح صحيح مسلم بن الحجاج (ط. 2)، بيروت: دار إحياء التراث العربي، QID:Q19456039
- أبو عبد الله الحاكم النيسابوري (1990)، المستدرك على الصحيحين، تحقيق: مصطفى عبد القادر عطا، بيروت: دار الكتب العلمية، OCLC:24112324، QID:Q120985031
- محمد بن سعد البغدادي (1990)، الطبقات الكبرى، تحقيق: محمد عبد القادر عطا (ط. 1)، بيروت: دار الكتب العلمية، OCLC:949938103، QID:Q116749953
- محمد سعيد رمضان البوطي (1991)، فقه السيرة النبوية مع موجز لتاريخ الخلافة الراشدة (ط. 10)، دار الفكر المعاصر، QID:Q124474868
- محمد أبوشهبة (1992)، السيرة النبوية في ضوء القرآن والسنة (ط. 2)، دمشق: دار القلم، QID:Q125359600
- محمد بن إسماعيل البخاري (1993)، صحيح البخاري، تحقيق: مصطفى ديب البغا (ط. 5)، دمشق: دار ابن كثير، OCLC:235973867، QID:Q124370879
- شمس الدين الذهبي (1993)، تاريخ الإسلام ووفيات المشاهير والأعلام، تحقيق: عمر عبد السلام تدمري (ط. 2)، بيروت: دار الكتاب العربي، OCLC:1227672552، QID:Q115057795
- ابن كثير الدمشقي (1997)، البداية والنهاية، تحقيق: عبد الله بن عبد المحسن التركي، القاهرة: هجر للطباعة والنشر والتوزيع والإعلان، OCLC:4770896261، QID:Q113496832
- ابن الأثير الجزري (1997)، الكامل في التاريخ، تحقيق: عمر عبد السلام تدمري (ط. 1)، بيروت: دار الكتاب العربي، OCLC:784518815، QID:Q114660797
- يوسف النبهاني (1997)، الأنوار المحمدية من المواهب اللدنية (ط. 1)، بيروت: دار الكتب العلمية، OCLC:823263637، QID:Q124371589
- محمد بن عبد الوهاب (1997)، مختصر سيرة الرسول صلى الله عليه وسلم، السعودية: وزارة الشؤون الإسلامية والأوقاف والدعوة والإرشاد السعودية، ج. 1، QID:Q134540430
- ابن كثير الدمشقي (1998)، تفسير القرآن العظيم: تفسير ابن كثير، تحقيق: محمد حسين شمس الدين (ط. 1)، بيروت: دار الكتب العلمية، OCLC:914363003، QID:Q115701544
- ابن تيمية (1999)، الجواب الصحيح لمن بدل دين المسيح، تحقيق: علي بن حسن بن ناصر، عبد العزيز بن إبراهيم العسكر، حمدان بن محمد الحمدان، الرياض: دار العاصمة، QID:Q115805869{{استشهاد}}:  صيانة الاستشهاد: ref duplicates default (link)
- أبو القاسم السهيلي (2000)، الروض الأنف في شرح السيرة النبوية لابن هشام، تحقيق: عمر عبد السلام تدمري، بيروت: دار إحياء التراث العربي، QID:Q121008866
- أحمد بن حنبل (2001)، مسند الإمام أحمد بن حنبل، تحقيق: شعيب الأرنؤوط (ط. 1)، بيروت: مؤسسة الرسالة، OCLC:38490947، QID:Q115484580
- صفي الرحمن المباركفوري (2002)، الرحيق المختوم، بيروت: دار الهلال، QID:Q121008886
- علي بن برهان الدين الحلبي (2006)، إنسان العيون في سيرة الأمين المأمون: السيرة الحلبية (ط. 2)، بيروت: دار الكتب العلمية، OCLC:4770543226، QID:Q116753167

الفتاوى والمقالات
- محمد الحسن ولد الددو (23 يناير 2007). "13686 - معنى الهجرة ومتى تجب على المسلم". مؤرشف من الأصل في 2018-09-16.
- "363079 - حكم من لم يهاجر مع رسول الله صلى الله عليه وسلم من مكة إلى المدينة". إسلام ويب، مركز الفتوى. مؤرشف من الأصل في 2023-02-27. اطلع عليه بتاريخ 2023-01-27.
- "49466 - الميقات الزمني لهجرة رسول الله صلى الله عليه وسلم". إسلام ويب، مركز الفتوى. مؤرشف من الأصل في 2016-11-28. اطلع عليه بتاريخ 2016-03-28.
- "148057 - آخر المهاجرين من مكة إلى المدينة". إسلام ويب، مركز الفتوى. مؤرشف من الأصل في 2017-03-08. اطلع عليه بتاريخ 2016-03-28.
- "146915 - هل نسج العنكبوت على الغار وهل تروى تلك القصة". إسلام ويب، مركز الفتوى. مؤرشف من الأصل في 2016-12-10. اطلع عليه بتاريخ 2016-03-28.
- محمد الحاج ناصر (أكتوبر 1986). "العدد 259 -  في عهد الهجرة النبوية". مجلة دعوة الحق. مؤرشف من الأصل في 2018-05-26. اطلع عليه بتاريخ 2016-03-28.

## وصلات خارجية
- التصور الحقيقي للوطن من خلال الهجرة النبوية ـ منصور باوادي.
- في ظلال الهجرة النبوية ـ د. راغب السرجاني.
- الهجرة النبوية الشريفة ـ مقالات إسلام ويب.